# Lijst van burgemeesters van Gdańsk
Dit is een lijst van burgemeesters van Gdańsk sinds 1308. Voor 1945 heette Gdańsk Danzig.

## In de tijd van deDuitse Orde
- 1342-1347 – Dettloff von der Osten
- 1342-1354 – Henrich Burmeister der Ältere
- 1346-1355 – Steffen von der Osten
- 1354-1374 – Hillebrand Müntzer
- 1356-1360 – Johan von Stein
- 1359-1372 – Johann Wallrabe der Ältere
- 1361-1362 – Casper Bock
- 1362-1390 – Gottschalck Naase
- 1368-1387 – Paul Jann
- 1372-1385 – Johann Wallrabe der Jüngere
- 1379-1386 – Johann Wackaw
- 1381-1384 – Nicklaus Gottsknecht
- 1384-1392 – Herman Rolberg
- 1392-1405 – Reinhold Hittfeld
- 1395-1399 – Lubbert Haacke
- 1399-1404 – Peter Fürstenau
- 1402-1418 – Tideman Huxer
- 1405-1411 – Conrad Letzkau (vermoord door de Orde bij samenzwering om Gdańsk/Danzig terug te geven aan Polen)
- 1407-1410 – Peter Vorraht
- 1408-1411 – Arend Hecht (vermoord door de Orde bij samenzwering om Gdańsk/Danzig terug te geven aan Polen)
- 1411-1417 – Herman Hittfeld
- 1412-1413 – Albrecht Dödorff
- 1413-1430 – Gert von der Becke
- 1415-1416 – Steffen Plötzker
- (vorher 1436) – Nicklaus Rogge
- 1419-1433 – Johann Beisener
- 1430-1441 – Peter Holste
- 1433-1446 – Lucas Meckelfeld
- 1433-1443 – Heinrich Vorraht
- 1436-1449 – Meinert Cölmer
- 1442-1456 – Martin Cremon
- 1445-1456 – Albrecht Hexer
- 1447-1480 – Reinhold Niederhoff
- 1452-1462 – Herman Stargardt

## Koninkrijk Polen
- 1454-1461 – Wilhelm Jordan
- 1457-1461 – Jacob Falcke
- 1461-1475 – Johann von Scheren
- 1462-1478 – Johann von Walde
- 1462-1478 – Johann Veere
- 1470-1438 – Philipp Bischoff
- 1477-1483 – Johann Angermünde
- 1479-1501 – Johann Ferber
- 1483-1485 – Marten Bock
- 1484-1502 – George Buck
- 1484-1490 – Johann Schewecke
- 1489-1505 – Henrich Falcke
- 1492-1501 – Henrich von Süchten
- 1502-1513 – George Mand
- 1503-1512 – Johann Schewecke der Jüngere
- 1504-1513 – Matthias Zimmerman
- 1506-1507 – Antoni Backelman
- 1510-1526 – Eberhard Ferber
- 1513-1525 – Greger Brand
- 1514-1524 – Henrich Wiese
- 1517-1535 – Philipp Bischoff
- 1524-1529 – Matthias Lange
- 1525-1538 – Cordt von Süchten
- 1526-1535 – Edward Niederhoff
- 1526-1554 – Johann von Werden
- 1531-1547 – George Schewecke
- 1536-1539 – Peter Behme
- 1538-1549 – Barthell Brand
- 1540-1560 – Dr. Tiedemann Giese (neef van de bisschop)
- 1550-1554 – Johann Stutte

## In de tijd van het Pools-Litouwse Gemenebest
- 1548-1577 – Johann Brandes
- 1555-1588 – Constantin Ferber
- 1557-1578 – Johann Proite
- 1558-1576 – Georg Kleefeld
- 1577-1585 – Reinhold Möllner
- 1578-1592 – George Rosenberg
- 1581-1619 – Johann von der Linde
- 1586-1602 – Daniel Zierenberg
- 1589-1605 – Constantin Giese
- 1592-1612 – Gerhard Brandes
- 1603-1611 – Johann Thorbecke
- 1605-1614 – Barthell Schachtmann
- 1612-1616 – Andreas Borkman
- 1612-1625 – Johann Speymann
- 1615-1617 – Barthell Brandt
- 1617-1629 – Arnold von Holten
- 1618-1636 – Eggert von Kempen
- 1619-1635 – Valentin von Bodeck
- 1626-1620 – Ernst Kroll
- 1630-1642 – Johann Zierenberg
- 1630-1631 – Adrian von der Linde
- 1632-1654 – Constantin Ferber
- 1636-1644 – Hans Rogge
- 1637-1639 – Johann Ernst Schröder
- 1640-1649 – Nicklas Pahl
- 1643-1644 – Elert von Bobart
- 1645-1646 – Daniel Falcke
- 1645-1682 – Adrian von der Linde
- 1647-1654 – Henrich Freder
- 1650-1665 – Friederich Ehler
- 1655-1663 – Nathanaël Schmieden
- 1655-1673 – George von Bömelen
- 1664-1675 – Nicklas von Bodeck
- 1666-1685 – Gabriel Krumhausen
- 1677-1701 – Christian Schröder
- 1677-1686 – Daniel Proite
- 1683-1700 – Barbiel Schuhmann
- 1686-1704 – Constantin Ferber
- 1687-1691 – Constantin Ferber
- 1692-1707 – Johann Ernst Schmieden
- 1700-1707 – Constantin Ferber
- 1702-1707 – Reinhold Wieder
- 1704-1722 – Andreas Borkman
- 1707-1716 – Friedrich Gottlieb Engelcke
- 1708-1712 – Joachim Hoyge
- 1708-1740 – Gabriel von Bömeln
- 1712-1721 – Ernst von der Linde
- 1716-1710 – Carl Ernst Bauer
- 1720-1745 – Johann Gottfried von Disseldorff
- 1722-1720 – Salomon Gabriel Schumann
- 1723-1734 – Gottfried Bentzmann
- 1730-1739 – Carl Groddeck
- 1735-1757 – Johann Wahl
- 1740-1753 – Carl Gottlieb Ehler
- 1741-1746 – Joachim Jacob Schwacher
- 1746-1748 – Johann Carl Schwartzwald
- 1746-1755 – Nathanael Gottfried Ferber
- 1750-1753 – Fridrich Krüger
- 1754          – Christian Gabriel von Schröder
- 1754          – Michael Schmidt
- 1756          – Johann Kenner
- ?                 – Johann Ernst von der Linde
- 1762-1776 – Gottlieb G. Weickhmann
- 1763-1767 – Daniel Gralath
- 1777          – Gottfried Schwartz
- 1787          – Johann Bentzmann
- 1790          – Zernecke
- 1793          – Eduard Friedrich von Conradi

## Pruisen
- 1794          – von Lindenow

## Vrije stad
- 1807-1808 – Carl Friedrich von Gralath
- 1808-1810 – Gottlieb Hufeland
- 1810-1814 – Johann Willhelm Wernsdorff
- 1814-1849 – Joachim Heinrich von Weickhmann

## Pruisen en Duitse Rijk
- 1850-1862 – Carl August von Groddeck
- 1863-1891 – Leopold von Winter
- 1891-1896 – Karl Adolf Baumbach
- 1896-1902 – Klemens Delbrück
- 1903-1910 – Heinrich Otto Ehlers
- 1910-1919 – Heinrich Heinrich Scholtz

### Vrije stad Danzig
- 1919-1930 – Heinrich Sahm (senaatsvoorzitter)
- 1931-1933 – Ernst Ziehm (senaatsvoorzitter)
- 1933-1934 – Hermann Rauschning (senaatsvoorzitter)
- 1934-1939 – Arthur Greiser (senaatsvoorzitter)

### Tweede Wereldoorlog
- 1939-1945 – Georg Lippke

### Gdańsk vanaf 1945
- 1945-1946 – Franciszek Kotus-Jankowski
- 1946-1949 – Bronisław Nowicki
- 1949-1953 – Piotr Stolarek
- 1953-1954 – Stanisław Schmidt
- 1954-1958 – Julian Cybulski
- 1958-1963 – Stanisław Schmidt
- 1963-1969 – Tadeusz Bejm
- 1969-1973 – Jan Nikołajew
- 1973-1977 – Andrzej Kaznowski
- 1977-1981 – Jerzy Młynarczyk
- 1981-1989 – Kazimierz Rynkowski
- 1989-1990 – Jerzy Pasiński
- 1990-1991 – Jacek Starościak
- 1991-1994 – Franciszek Jamroż
- 1994-1998 – Tomasz Posadzki
- 1998-2018 – Paweł Adamowicz
- 2018-nu   – Aleksandra Dulkiewicz